# Christian Wagner
Christian Wagner (ur. 5 sierpnia 1835 w Warmbronn (koło Leonberg), zm. 15 lutego 1918 tamże) – niemiecki chłop i poeta, najoryginalniejszy i najgłębszy z poetów przyrody. Główne dzieła: „M/rchenenrz/hler, Brahmine u. Seher” (1884, nowe wyd. pt. „Sonntagsg/nge”,t. II, 1887,t. III, 1890 p. t. „Balladen u. Blumenlieder”), „Neuer Glaube” (1894), „Neue Dichtungen” (1897), „Ein Blumenstrauss” (1906), „Sp/te Garben” (1909), „Eigenbrőtler” (1913). Wybór poezji opracowany przez Hermanna Hesse (1912). Wydanie zbiorowe ukazało się w 1919. Literatura: Weltrich (1928), Hermann Hesse (1928).